# Бутешти (Хореа)
Бутешти (рум. Butești) насеље је у Румунији у округу Алба у општини Хореа. Општина се налази на надморској висини од 954 m.

## Становништво
Према подацима из 2002. године у насељу је живело 78 становника, од којих су сви румунске националности.